# Соранцен (Белуно)
Соранцен (итал. Soranzen) је насеље у Италији у округу Белуно, региону Венето.
Према процени из 2011. у насељу је живело 350 становника. Насеље се налази на надморској висини од 420 м.